# Registrierende Leistungsmessung

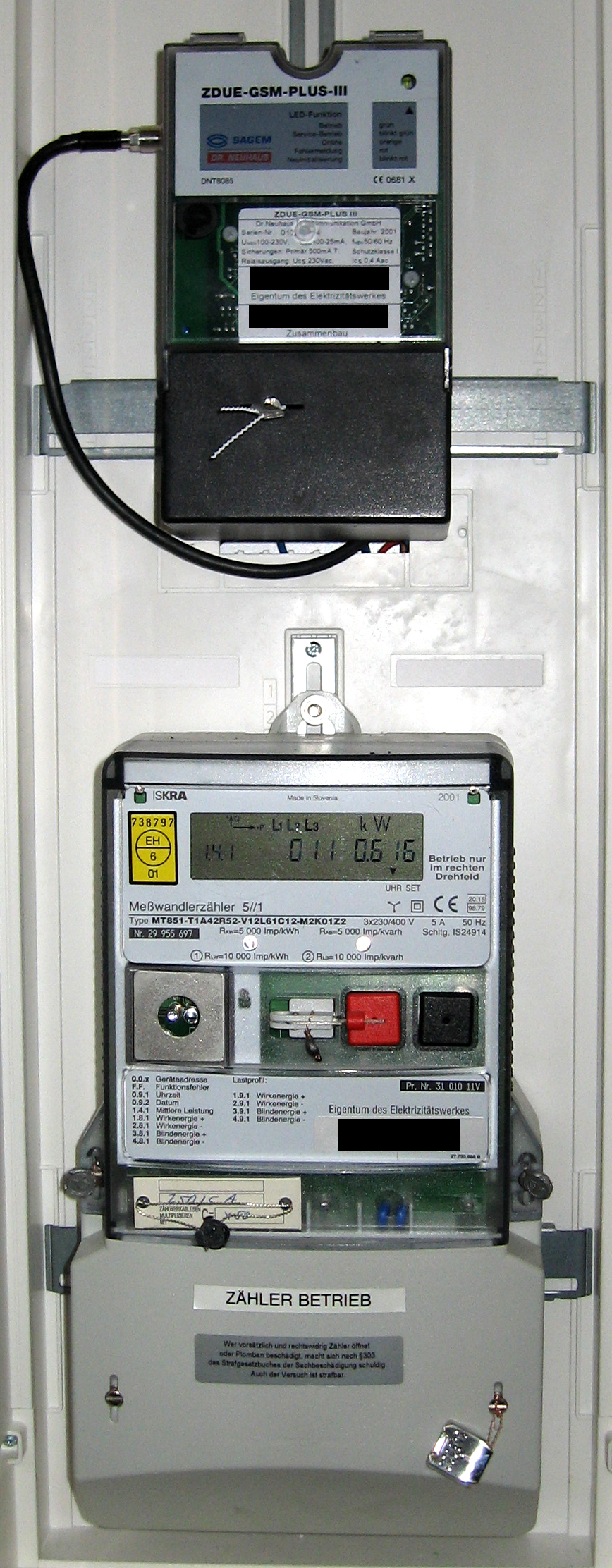
Stromzähler für registrierende Leistungsmessung, Datenübertragung per GSM-Modem

Die registrierende Leistungsmessung (RLM), auch registrierende Lastgangmessung, beschreibt eine bestimmte Art der Messung für Abrechnungszwecke durch einen Messstellenbetreiber in einer der regulierten Sparten Strom und Gas. Es kommt primär für Industrien mit großen Abnahme-/Produktionsmengen zum Einsatz. Es stellt eine Art verbrauchsunabhängige „Flatrate“ dar, bei der die in einer Messperiode höchste Stromspitze als konstant für die gesamte Messperiode angenommen gerechnet wird. Für diese gibt es unterschiedliche Anwendungsgrenzen im Strom und Gas: Im Strombereich wird RLM ab einer jährlichen Abnahme von 100.000 kWh elektrischer Energie und im Gasbereich ab 1,5 GWh Gas oder 500 kW Ausspeiseleistung angewendet. Für Kunden ohne registrierende Leistungsmessung werden vereinfachte Verfahren (z. B. Standardlastprofile) benutzt. Entsprechende Grenzen gelten auch für die Einspeisung von Strom.
Bei der registrierenden Leistungsmessung erfasst die Messeinrichtung pro Messperiode (15 Minuten bei Strom, 60 Minuten bei Gas) einen Leistungsmittelwert. Die Gesamtheit aller Leistungsmittelwerte, die über eine ganzzahlige Anzahl von Messperioden gemessen wird, ergibt dann den Lastgang.
Diese registrierten Werte werden in regelmäßigen Abständen (sofort oder am Folgetag) an den (Verteil-)Netzbetreiber übermittelt. Dies geschieht „online“ entweder direkt über die Stromleitung oder über einen (ggf. mobilen) Internetzugang.
Große Lastspitzen erschweren die Planung der Stromverteilung bei Netzbetreibern erheblich. Um diese Herausforderungen zu bewältigen, sind Netzbetreiber daran interessiert, Lastspitzen zu vermeiden. Diesem Ziel folgend, berechnen sie unterschiedliche Netzentgelte für Kunden mit hohen Lastspitzen. Um die erforderlichen Daten zu erfassen und entsprechende Maßnahmen umsetzen zu können, wird die registrierende Leistungsmessung eingesetzt.
Mit der registrierenden Leistungsmessung gehen in der Regel andere Meldepflichten nach der EU-Transparenzverordnung einher. So müssen große Einspeiser und Abnehmer ihren Verbrauch bei der EEX Transparenzplattform melden, die diese Daten wiederum an die Entso-E Transparenzplattform der europäischen Netzbetreiber weitergibt, wo aggregierte Daten von jedem registrierten, interessierten Nutzer abgerufen werden können. Meldepflichtig sind Kraftwerke bzw. Speicher, wenn deren Leistung ≥ 200 MW ist. Dabei müssen einzelne Generatoren gemeldet werden, wenn deren Leistung ≥ 100 MW ist. Verbraucher müssen melden, wenn ihre Bezugsleistung ≥ 100 MW ist. Gemeldet werden müssen Stammdaten, geplante und ungeplante Nichtverfügbarkeiten, sowie die Tagesprognose und die tatsächliche Abnahme bzw. Einspeisung.